# Samagowo
Samagowo (niem. Sabangen) – wieś w Polsce, położona w województwie warmińsko-mazurskim, w powiecie olsztyńskim, w gminie Olsztynek, przy szosie Olsztynek – Łukta, około 7 km na północ od Olsztynka.
W latach 1975–1998 wieś administracyjnie należała do województwa olsztyńskiego.
| SIMC    | Nazwa  | Rodzaj    |
| ------- | ------ | --------- |
| 0484570 | Kąpity | część wsi |

## Historia
Wieś lokowana w 1340 roku. W czasach krzyżackich wieś pojawia się w dokumentach w roku 1411, podlegała pod komturię w Olsztynku, były to dobra rycerskie.
W 1939 w Samagowie było 142 mieszkańców. W 1997 we wsi mieszkało 55, natomiast w 2005 - 40 osób.